# Eneloop
Eneloop — японская торговая марка 1,2-вольтовых никель-металл-гидридных аккумуляторов и сопутствующих устройств компании Sanyo (9 декабря 2009 года было официально объявлено о том, что Sanyo продана корпорации Panasonic). Впервые представлена на рынке в ноябре 2005 года.
Eneloop относятся к поколению LSD-аккумуляторов (low self-discharge NiMH — аккумуляторы с низким уровнем саморазряда). При хранении в заряженном состоянии они теряют заряд значительно медленнее, чем Ni-MH аккумуляторы предыдущего поколения. Ссылаясь на внутренние исследования, производитель заявляет, что заряженный eneloop сохраняет до 70 % заряда после 10 лет хранения (после 5 лет для продукции в некоторых регионах).
Как и другие LSD-аккумуляторы, eneloop продаются предварительно заряженными и могут использоваться сразу после покупки. Предыдущее поколение аккумуляторов во время хранения теряло заряд настолько быстро, что их было невозможно продавать заряженными.
Panasonic рекламирует eneloop как экологичный товар. Компания заявляет, что первоначальная зарядка производится от солнечных батарей.

## Варианты eneloop

### eneloop (1-е поколение)
Выпущено в ноябре 2005 года. Размеры АА и ААА, ёмкость 2000 mAh и 800 mAh соответственно. Могут быть перезаряжены 1000 раз, сохраняют 75 % заряда после одного года хранения. Модель обозначается как HR-3UTG и HR-4UTG для АА и ААА соответственно.

### eneloop (2-е поколение)
Представлено в 2010 году. Количество циклов заряд/разряд увеличено до 1500. Сохраняют 85 % заряда после одного года хранения и 75 % — после трёх лет. В отличие от первого поколения, на этикетке аккумулятора изображена корона и указана минимальная, а не номинальная ёмкость: 1900 mAh для размера АА, 750 mAh для ААА. Модель обозначается как HR-3UTGA (АА) и HR-4UTGA (ААА).
В 2009 году вместе с универсальным зарядным устройством компания Sanyo представила eneloop размеров C и D, с минимальной ёмкостью 2700 mAh и 3000 mAh соответственно. Поскольку такие аккумуляторы продаются только в Японии и Сингапуре, для остального мира компания предлагает пластиковые адаптеры, позволяющие использовать размеры АА и ААА в устройствах, рассчитанных на элементы питания C и D.

### eneloop (3-е поколение)
Представлено в октябре 2011 года (в Европе в октябре 2012 года). Количество циклов зарядки увеличено до 1800. Сохраняют 90 % заряда после первого года хранения, 80 % после трёх лет и 70 % — после пяти лет хранения. Модели имеют обозначения HR-3UTGB (размер АА) и HR-4UTGB (ААА). Размерности С и D увеличили минимальную ёмкость до 3000 mAh и 5700 mAh соответственно, поступили в продажу в Японии в ноябре 2011 года.

### eneloop (4-е поколение)
В 2014 году все ENELOOP выпускаются только под брендом Panasonic. Количество циклов увеличено до 2100. Модели имеют обозначение BK-3MCCE (AA) и BK-4MCCE (AAA).

### eneloop lite
eneloop lite выпущены в Японии в июне 2010 года. За счёт сильного уменьшения номинальной ёмкости были решены главные проблемы Ni-MH аккумуляторов — высокая стоимость и большое время зарядки. Eneloop lite значительно дешевле обычных eneloop, а время зарядки сокращено в два раза для размера АА и на 1/4 для ААА. Одновременно до 2000 (а в апреле 2013 до 3000) выросло число циклов заряд/разряд. Ёмкость eneloop lite размера АА составляет 1000 mAh, AAA — 600 mAh. Модели имеют обозначение HR-3UQ (AA) и HR-4UQ (AAA).

### eneloop pro (XX powered by eneloop Technology)
eneloop pro ('XX powered by eneloop Technology' В США, Канаде и в Европе) представлены в 2011 году. Они имеют бо́льшую, чем обычные eneloop, номинальную ёмкость в 2550 mAh (минимальная ёмкость 2450 mAh) для размера AA, и 950 mAh для AAA. Однако они сохраняют 85 % первоначального заряда после года хранения, а количество циклов заряд/разряд для них составляет всего 500. Модели обозначаются как 3HCCE (AA) и 4HCCE (AAA).
В 2015 году вышла усовершенствованная версия eneloop pro. Минимальная ёмкость 2500 мАч, код модели 3HCDE.

### eneloop plus
eneloop plus оборудованы встроенным терморезистором, разрывающим электрическую цепь при перегреве аккумулятора. Это свойство делает eneloop plus наиболее подходящими для использования в мощных игрушках. Остальные характеристики аналогичны eneloop второго поколения. Модель имеет обозначение HR-3UPT (AA) и вышла в Японии в декабре 2011 года.

### Сравнительная таблица
| Аккумуляторы AA                                         | Модель             | Дата выхода  | Количество циклов заряд/разряд (при DOD = 60 %) | Минимальная ёмкость (mAh) | Номинальная ёмкость (mAh) | Заряд через сутки | Через год | Через 2 года | Через 3 года | Через 5 лет |
| ------------------------------------------------------- | ------------------ | ------------ | ----------------------------------------------- | ------------------------- | ------------------------- | ----------------- | --------- | ------------ | ------------ | ----------- |
| Обычные NiMH аккумуляторы (Sanyo NiMH 2700)             | HR-3UG             | ?            | 1000                                            | 2500                      | 2700                      | ≈80 %             | ≈50 %     | 0 %          | 0 %          | 0 %         |
| Eneloop 1-е поколение                                   | HR-3UTG            | ноябрь 2005  | 1000                                            | 1900                      | 2000                      | н/д               | ≈80 %     | н/д          | н/д          | н/д         |
| Eneloop 2-е поколение                                   | HR-3UTGA           | май 2010     | 1500                                            | 1900                      | 2000                      | н/д               | ≈85 %     | ≈80 %        | ≈75 %        | н/д         |
| Eneloop 3-е поколение                                   | HR-3UTGB           | ноябрь 2011  | 1800                                            | 1900                      | 2000                      | н/д               | 90 %      | >80 %        | 80 %         | 70 %        |
| Panasonic Eneloop (4-е поколение)                       | BK-3MCCE           | апрель 2013  | 2100                                            | 1900                      | 2000                      | н/д               | 90 %      | >80 %        | 80 %         | 70 %        |
| другие eneloop размера АА                               | Модель             | Дата выхода  | Количество циклов заряд/разряд (при DOD = 60 %) | Мин. ёмкость (mAh)        | Номинальная ёмкость (mAh) | Заряд через сутки | Через год | Через 2 года | Через 3 года | Через 5 лет |
| Eneloop lite                                            | HR-3UQ             | июнь 2010    | 2000                                            | 950                       | 1000                      | н/д               | 85 %      | 80 %         | 75 %         | н/д         |
| Eneloop pro («XX powered») 1-е поколение                | HR-3UWX            | июль 2011    | 500                                             | 2400                      | 2500                      | н/д               | 75 %      | н/д          | н/д          | н/д         |
| Eneloop pro («XX powered») 1-е поколение (updated look) | HR-3UWXA           | май 2012     | 500                                             | 2400                      | 2500                      | н/д               | 75 %      | н/д          | н/д          | н/д         |
| Eneloop pro («XX powered») 2-е поколение                | HR-3UWXB           | октябрь 2012 | 500                                             | 2450                      | 2550                      | н/д               | 85 %      | н/д          | н/д          | н/д         |
| Panasonic Eneloop Pro                                   | BK-3HCCE           | апрель 2013  | 500                                             | 2450                      | 2550                      | н/д               | 85 %      | н/д          | н/д          | н/д         |
| Panasonic Eneloop Pro                                   | BK-3HCDE           | октябрь 2015 | 500                                             | 2500                      | 2600                      |                   | 85 %      |              |              |             |
| аккумуляторы AAA                                        | Модель             | Дата выхода  | Количество циклов заряд/разряд (при DOD = 60 %) | Минимальная ёмкость (mAh) | Номинальная ёмкость (mAh) | Заряд через сутки | Через год | Через 2 года | Через 3 года | Через 5 лет |
| обычные NiMH аккумуляторы (Sanyo NiMH 1000)             | Sanyo HR-4U        | ?            | ?                                               | 930                       | 1000                      | ≈80 %             | ≈50 %     | 0 %          | 0 %          | 0 %         |
| Eneloop 1-е поколение                                   | HR-4UTG            | ноябрь 2005  | 1000                                            | 750                       | 800                       | н/д               | ≈80 %     | н/д          | н/д          | н/д         |
| Eneloop 2-е поколение                                   | HR-4UTGA           | май 2010     | 1500                                            | 750                       | 800                       | н/д               | ≈85 %     | ≈80 %        | ≈75 %        | н/д         |
| Eneloop 3-е поколение                                   | HR-4UTGB           | ноябрь 2011  | 1800                                            | 750                       | 800                       | н/д               | 90 %      | >80 %        | 80 %         | 70 %        |
| Panasonic Eneloop (4-е поколение)                       | BK-4MCC (BK-4MCCE) | апрель 2013  | 2100                                            | 750                       | 800                       | н/д               | 90 %      | >80 %        | 80 %         | 70 %        |
| Eneloop Lite 1-е поколение                              | HR-4UQ             | июнь 2010    | 2000                                            | 500                       | 600                       | н/д               | 85 %      | 80 %         | 75 %         | н/д         |
| Eneloop Lite 2-е поколение                              | BK-4LCC            | апрель 2013  | 3000                                            | 500                       | 600                       | н/д               | 90 %      | 80 %         | 70 %         | 65 %        |
| Eneloop pro («XX powered») 2-е поколение                | HR-4UWXB           | октябрь 2012 | 500                                             | 900                       | 950                       | н/д               | 85 %      | н/д          | н/д          | н/д         |
| Panasonic Eneloop Pro                                   | BK-4HCC            | апрель 2013  | 500                                             | 900                       | 950                       | н/д               | 85 %      | н/д          | н/д          | н/д         |
| Panasonic Eneloop Pro                                   | BK-4HCD            | октябрь 2015 | 500                                             | 930                       | 950                       | н/д               | 85 %      | н/д          | н/д          | н/д         |

Примечание.
Глубина разряда (depth of discharge, DOD): остаток от номинальной ёмкости, снятый при разряде батареи. Определена в ГОСТ Р МЭК 62281- 2007 (http://www.infosait.ru/norma_doc/53/53966/)%5B%5D (недоступная+ссылка). Для ясности и правильного понимания нужно указать, про какие циклы заряда/разряда пишут в документах. Определение циклов заряда/разряда, которые указывает производитель, проводится по ГОСТ Р МЭК 61960-2007 (http://docs.cntd.ru/document/1200065291)%5B%5D (недоступная+ссылка). Аккумулятор подвергают заряд-разрядным циклам согласно этапам … до тех пор, пока полученная ёмкость не будет менее 60 % от номинальной ёмкости. Но это не полные циклы разряда аккумулятора. Пользователю эти неполные циклы совершенно не интересны. Ему нужно знать, сколько аккумулятор имеет полных циклов разряда (100 % разряда). Полным циклом разряда считается разряд аккумулятора до 0,9 Вольт, то есть при DOD = 100 %. В этом случае количество циклов уменьшается приблизительно в пять раз. То есть те циклы, указанные производителем, нужно поделить на пять.
Для заряда и обслуживания аккумуляторов eneloop применяются любые зарядные устройства, которые предназначены для работы с NiMh или NiCd аккумуляторами, а не только ЗУ с названием eneloop.

## Сопутствующие товары
Под торговой маркой eneloop продаются различные зарядные устройства, в том числе — работающие от USB, а также обогреватели для рук, выполняющие функцию зарядного устройства. Также под этой маркой продаются внешние аккумуляторы с USB-разъёмом, предназначенные для зарядки мобильных телефонов и другой портативной электронной техники.
Sanyo выпускает пластмассовые переходники, позволяющие использовать аккумуляторы типоразмеров AA и ААА в устройствах, рассчитанных на элементы питания типоразмеров C и D.
Eneloopy — тестер аккумуляторов в виде игрушечной собачки. Нос игрушки подсвечен светодиодом, меняющим свой цвет в зависимости от степени разряжённости аккумулятора.